# 新圆月弯刀
《新圆月弯刀》（英語：Against the Blade of Honour），原本是改编自古龙《圆月弯刀》於2012年拍攝的中國大陸電視劇，导演张敏、孙梦飞，並主演张智尧、杨雪、唐国强、柳岩。。最後於2024年11月開始在愛奇藝改為網絡電影播出。
第一部《圆月弯刀鸿蒙初始》於2024年11月11日在愛奇藝改為網絡電影播出。

## 剧情
丁鹏以“天外流星剑”名扬四海，却被初恋情人秦可情出卖，被柳若松打败，跌入山崖，流落忘忧岛，岛主传授他弯刀刀法，岛主女儿青青也情系丁鹏。
丁鹏学成之后，带着情人青青回到中原，打败柳若松。之后，丁鹏野心膨胀，决心问鼎武林，当他当上武林盟主之后，得知弯刀刀法是魔教武功，责备青青，青青为了成全所爱的男人，于是飘然隐去。

## 演出
| 演员   | 角色     | 备注                                     |
| 张智尧 | 丁鹏     | 神秘少年，憑著一招天外流星打遍天下無敵手 |
| 杨雪   | 青青     | 忘憂島主孫女，鍾情丁鵬，心地善良         |
| 柳岩   | 秦可情   | 丁鵬之初戀情人，實則乃柳若松之妻         |
| 刘钧   | 柳若松   | 武當派掌門，利用妻子迷惑丁鵬，並將其打敗 |
| 夏艺文 | 谢小玉   | 謝曉峰之女，城府極深                     |
| 唐国强 | 青青爷爷 | 忘憂島島主，將魔刀刀法傳給丁鵬           |
| 刘德凯 | 谢晓峰   | 一代劍神三少爺，退隱後不問世事           |
| 陈之辉 | 铜驼     |                                          |
| 梁家仁 |          |                                          |
| 刘续鹏 | 宋中     | 一劍宋中，江湖殺手                       |
| 杨娟   | 龙天香   |                                          |
| 樊少皇 | 李寻欢   | 小李飛刀創始人，武林巨擘                 |
| 贾晓晨 | 小云     |                                          |

## 制作
该剧导演是香港著名导演张敏，监制是古龙的儿子郑小龙；该剧由《楚留香新传》原班人马打造。
该剧在象山影视城、横店影视城取景。